# Роберт Бургундский (епископ Лангра)
Роберт Бургундский (фр. Robert de Bourgogne; 1059 — 18 сентября 1111) — французский священнослужитель, епископ Лангри (с 1085 года).

## Биография
Третий сын Генриха Донцеля и Сибиллы Барселонской, дочери Беренгера Рамона I, графа Барселоны и Гизелы.
В 1077 году Роберт поступил на церковную службу, начиная как архидиакон. В 1085 году после смерти Гуго-Рено де Тоннера был назначен епископом Лангри.
В 1087 году вместе с братьями Эдом I Рыжим и Генрихом Бургундским в составе французской армии принял участие в войне с маврами, но осада Туделы в тайфе Сарагоса была неудачной.
Скончался 18 сентября 1111 года.